# (1696) Nurmela
(1696) Nurmela – planetoida z pasa głównego asteroid okrążająca Słońce w ciągu 3 lat i 147 dni w średniej odległości 2,26 au. Została odkryta 18 marca 1939 roku w Obserwatorium Iso-Heikkilä w Turku przez Yrjö Väisälä. Nazwa planetoidy pochodzi od Tauno Kalervo Nurmeli, profesora romanistyki i kanclerza Uniwersytetu w Turku. Przed nadaniem nazwy planetoida nosiła oznaczenie tymczasowe (1696) 1939 FF.